# Estación Marítima de Santander

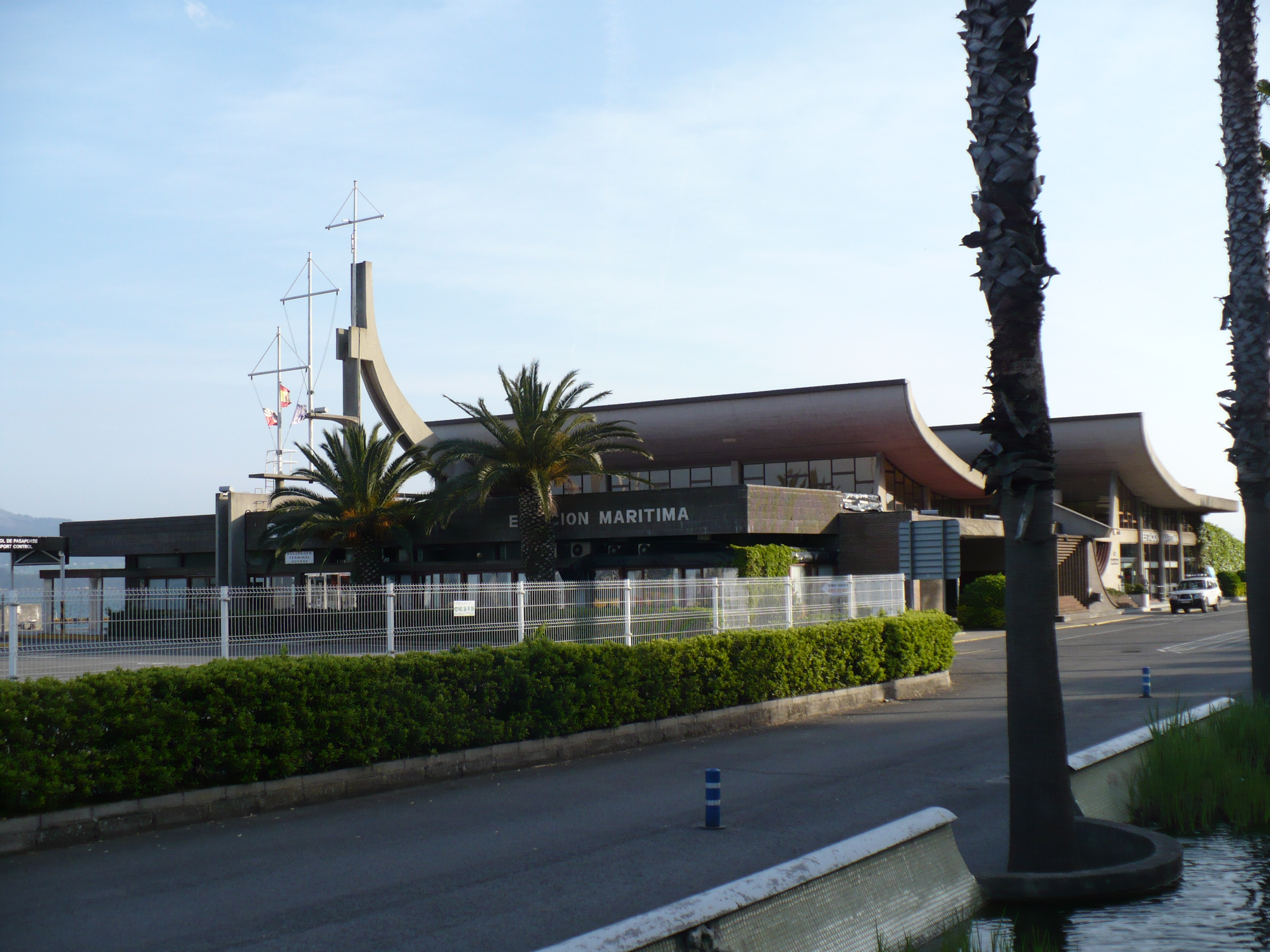
Estación Marítima de Santander

La Estación Marítima de Santander es un edificio singular de Santander construido en 1971 y diseñado por el arquitecto Ricardo Lorenzo García. De estilo expresionista y organicista, combina el hormigón y el ladrillo visto bajo una cubierta que simula el fuerte oleaje de la costa cántabra.
La Estación Marítima de Santander se encuentra en pleno centro de la ciudad, concretamente en la calle Calderón de la Barca. Estas instalaciones son las que reciben y embarcan a los pasajeros del ferry que, actualmente, cuenta con tres líneas que conectan con Plymouth, Portsmouth y Poole (Reino Unido). La frecuencia de ambas líneas es semanal y la duración del viaje de entre 20 y 24 horas.
Este recinto es sede del Show Hall que se desarrolla desde febrero hasta diciembre y cuya programación cuenta con un cartel de artistas mayoritariamente cántabro.